# George Spahn
George Christian Spahn (Filadelfia, 11 de febrero de 1889–Los Ángeles, 22 de septiembre de 1974) fue un granjero estadounidense, conocido por ser dueño del rancho Spahn cerca de Chatsworth, Los Ángeles, California. Spahn alquilaba el rancho a la industria cinematográfica para filmar películas del Oeste, y luego permitió que Charles Manson y su familia, vivieran en el lugar a finales de la década de 1960.

## Biografía
Spahn es principalmente recordado por su asociación con la Familia Manson, debido a que permitió que Manson y su grupo residieran en su propiedad. En el rancho, Spahn albergó a Charles Manson y sus seguidores a finales de los 60. Los asesinatos en agosto de 1969 de la actriz Sharon Tate y otras seis personas por varios devotos de Manson se incubaron en el rancho Spahn. 
Manson persuadió a Spahn de que permitiera que la "Familia" viviera allí a cambio de cuidar de las instalaciones. Para mantenerle a su favor, Manson ordenó a las mujeres del grupo acostarse con el entonces anciano de 80 años y casi ciego. Las chicas también actuaban como sus lazarillos. Fue él quien apodó a varias de ellas, como Squeaky, Sadie Mae y Ouisch. Según el miembro de la familia Manson Paul Watkins, Lynette "Squeaky" Fromme debió su apodo al ruido que hacía cuando Spahn la pellizcaba en el muslo. Otro miembro, Charles Watson escribió que su propio apodo, "Tex", le fue dado por Spahn, que reconoció su acento de Texas.
Spahn vivió cinco años después de los asesinatos. Se había casado con una mujer llamada Martha Greenholts, y vivía en North Hollywood. Finalmente fue internado en el Sherwood Convalescent Hospital en Van Nuys, donde  murió el 22 de septiembre de 1974, a los 85 años. Está enterrado en el Eternal Valley Memorial Park.
Los edificios y sets de rodaje del rancho Spahn ardieron alcanzados por un incendio forestal en 1970. La propiedad sufrió otro incendio en 2005.

## En la ficción
En la película de Quentin Tarantino Érase una vez en Hollywood, Spahn iba a ser interpretado por Burt Reynolds, quien debía incorporarse al rodaje un mes antes de su fallecimiento el 6 de septiembre de 2018. El 27 de septiembre, se anunció que Bruce Dern asumiría el papel de Spahn.